# Història de la cartografia xinesa

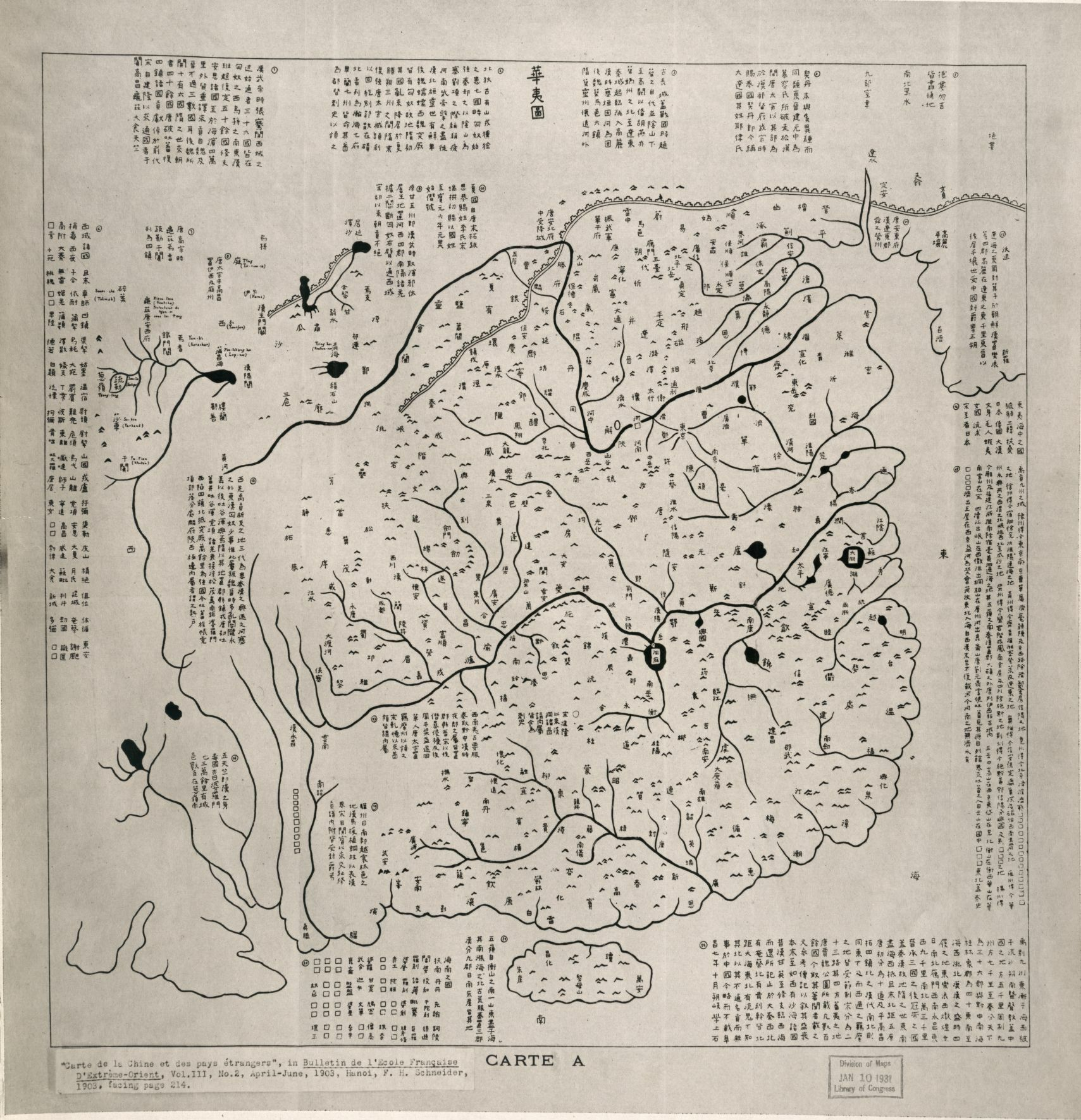
Còpia del Huayi tu, un mapa de la Xina del segle XII. Inclou la Gran Muralla Xinesa i cobreix tots els territoris de la Xina i uns quants estats estrangers al voltant.

La història de la cartografia xinesa comença amb el Shu Jing o Clàssic de la Història, un llibre del S.III aC, al capítol titulat El tribut de Yu.

## Orígens
El tribut de Yu conté mites del II mil·lenni aC amb el rei Shun, que va manar al seu ministre Yu fer uns mapes per tal de regular “les aigües i les terres”. Aquest estudi del terreny el va portar a recórrer tot el “món civilitzat”. Al llibre es descriuen les nou províncies del territori xinès. La descripció consisteix a delimitar la província, obres públiques, qualitat de la terra, naturalesa del tribut i camins pels quals arriba el tribut a la capital. En un altre apartat es fa referència als límits del territori, fixats per cinc muntanyes sagrades i pels rius. Aquest croquis el Yugong, gira al voltant de la persona de l'emperador, qui emana el poder imperial i que s'estén per successius estrats simbòlics de 500 li xinesos d'amplada uns 250 quilòmetres.
El Yugong agrupa tot el territori amb la seva visió xinesa, aquesta està organitzada del centre cap a fora, per estrats. El primer estrat correspon al domini imperial, el segon als dominis dels prínceps feudataris, el tercer a la zona de pacificació o zones de províncies civilitzades en part per Xina, i el quart és la zona dels bàrbars aliats, finalment a la perifèria extrema viuen els salvatges no civilitzats. Aquesta aparença d'autoritat imperial amagava un munt de particularitats locals en termes d'escriptura, llengua i creences que progressivament es van anar homogeneïtzant. El Yugong no dona cap indicació pel que fa a la forma de les diferents zones les trobem representades a través de rectangles, tot seguit la convenció en virtut de la qual la terra és quadrada o rectangular i el cel que la cobreix rodó. Així, la Xina, seguint el pensament clàssic va adoptar la forma d'un quadrat dividit en nou parts iguals (les nou províncies), una forma simbòlica que retrobarem en el disseny del model conceptual de les ciutats.
Durant la dinastia Zhou (1046-221 aC) amb les obres hidràuliques a la província de Shandong van servir per dotar-se d'uns quants instruments de mesura com la cinta d'agrimensor, eines com el fil de plom i el nivell d'aigua. És a dir el que entenem avui dia pel nivell, el cordill, el compàs i l'escaire. A partir de la dinastia Zhou va néixer una autèntica cultura de l'escriptura, la transformació de la realitat del paisatge en un seguit de signes abstractes. Al S. III dC els xinesos van combinar el càlcul de les distàncies, les escales amb una quadrícula rectangular, un dispositiu geomètric copiat del Yugong i així es podia fer un càlcul aproximat de la distància entre els punts.

## Edat Antiga
El naixement de la cartografia com a ciència es dona a la Xina al s. III gràcies al fundador de la cartografia quantitativa Pei Xiu (224-271). Pei Xiu nomenat ministre d'obres públiques l'any 267 dC va presentar a l'emperador un mapa d'uns tres metres de llarg que va conservar en els seus arxius secrets. En la introducció de l'obra Pei Xiu va començar a posar les bases de la cartografia descrivint el paisatge amb un mapa geogràfic de divuit fulls. A l'hora de fer els mapes, Pei Xiu respecta cinc principis: la utilització de la quadrícula tradicional, la mesura dels costats dels triangles rectangles per calcular les distàncies, la ubicació dels punts més elevats i dels més baixos, la mesura dels angles rectes i aguts, i finalment, la mesura de les corbes i de les línies rectes. “Un cop determinats tots aquests principis i es dona un cop d'ull al mapa, la realitat de les distàncies queda fixada a partir de divisions rectilínies (la quadricula), la realitat de les posicions relatives queda determinada pels li dels camins, la realitat de les mesures i dels nombres, per les avaluacions dels punts alts i baixos, dels angles i de les obliqües, de les corbes i de les línies rectes... Si s'aplica correctament el principi de la quadrícula, la corba i la línia recta, distància llarga i la distància curta ja no amaguen res en el seu interior.” Pei Xiu
El sistema proposat pel Pei Xiu va seguir en vigor durant el regnat de les dinasties Sui (581-618dC) i Tang (618-907 dC). Un dels seus deixebles, Jia Dan, va posar l'accent en el fet que els textos eren un bon complement als mapes: “És impossible recollir-ho tot en un mapa (quan s'han de representar les muntanyes, els rius, els seus naixements...) de manera que la seva fiabilitat depèn també de les notes que s'hi adjuntin”. La tradició del comentari dels textos clàssics, introduïda sobretot pel filòsof Wang Bi en el S. III, va passar així a la cartografia, perquè, “si bé la imatge posa en relleu el sentit, és la paraula allò que la clarifica”.
A partir de la dinastia Song (960-1279) la generalització del sistema d'oposicions i el formidable esclat de les publicacions impreses que se'n va derivar van afavorir la coexistència de diferents tipus de mapes. Alguns autors, utilitzant un traçat antic, van recopilar i anotar textos extrets de llibres clàssics, d'altres van afinar encara més els contorns dels mapes gràcies al perfeccionament dels mètodes de càlcul. Aquestes enciclopèdies donen fe de la riquesa de milers i milers de textos anteriors. Malgrat això, aquestes obres també plantegen problemes pel que fa a la seva data d'elaboració i en la mesura en què aquests escrits són, alhora, atemporals i universals. Tots, comentaristes, escribes o dibuixants, hi van afegir allò que creien que podia augmentar-ne el valor, i en van treure tot el que els semblava inadequat.
En temps de la dinastia Song, dibuixar un mapa de la circumscripció es va convertir en una obligació de la prefectura a la qual ningú no es podia negar. A més, aquests mapes havien de ser verificats i actualitzats cada tres anys, i era obligatori fer arribar una tirada impresa a les autoritats a través dels canals jeràrquics. El gran nombre d'informació disponible afavoria, evidentment, la seva creació, alhora que el govern s'afanyava a comparar els relats que feien els emissaris de l'imperi. Així, els oficials nomenats per la cort utilitzaven un mut de monografies locals que acompanyen els mapes de la província per familiaritzar-se amb la història, l'economia, la flora, la fauna i les grans famílies de la regió al capdavant de la qual havien estat nomenats.
Durant el regnat dels Song cal destacar la figura de Su Song (1020-1101) un prominent savi en molts camps científics, va ser astrònom, cartògraf, farmacèutic, botànic, zoòleg, enginyer, arquitecte, poeta, antiquari i ambaixador dels Song. Va ser capaç de fer el primer mapa del cel, va fer mapes terrestres, també va dissenyar un rellotge astronòmic de gran precisió. El seu coneixement era tal que amb la seva tasca d'ambaixador Song va fer de cartògraf i delimità les fronteres dels seus senyors amb els de la dinastia Liao.
Su Song va crear un atlas celeste dividit en cinc mapes. Els cinc mapes són els cicles lunars formant els meridians astronòmics, amb els estels marcats equidistants amb la seva projecció cap a l'equador i l'estel polar com a nord. Es tracta del mapa més antic on surten representants els estels.
Tenim un exemple de l'estela Jiu Yu Shouling Tu gravada de l'any 1121 on apareix la Xina de l'època dels Song on el territori estava dividit en nou regions administratives, dibuixades sobre un llençol quadriculat. A aquesta estela trobem penínsules, illes, muntanyes, rius i afluents, llacs i d'altres 1400 punts més estan ubicats en el mapa amb una gran precisió.
Una altra estela, de l'any 1136 el Mapa de la Xina i dels països bàrbars donà una gran informació encara més antiga però menys exacta que la de l'estela anterior. Una inscripció diu que fa referència a la dinastia Tang (618-907), és l'autor d'una relació de més de cent llocs, realitzada a partir de les cròniques dels temps antics. A aquesta relació de llocs es fa referència a diferents observacions marginals com la ruta marítima que anava de Canton a Bagdag. Els textos al voltant del mapa parlen de la història i dels costums de “diversos centenars de tribus llunyanes”.
Encara un altre mapa d'aquesta època titulat Mapa de l'ordenació de les aigües a càrrec de l'emperador Yu de l'any 1080, és sorprenentment modern. Fa servir la cèlebre quadrícula defensada per Pei Xiu, pràcticament sense comentaris però amb una precisió extraordinària. La representació del litoral de la Xina és tan sensacional, si tenim en compte que el dibuix data del S. XI.
En aquells anys es va gravar en fusta i posteriorment es va imprimir una Guia de la geografia de les dinasties passades, és un compendi de 44 mapes, un prefaci i un tractat destinat als estudiants dels exàmens imperials. El dibuix dels contorns del mapa general, que representa la totalitat de la Xina, és una reproducció, encara que resumida, del Mapa de la Xina i dels països bàrbars (Huayi tu), tant pel que fa al traçat del litoral com en termes tècnics. Aquest volum conté els mapes històrics impresos més antics que s'han trobat a la Xina.

## Edat mitjana
El Mapa de les muntanyes i dels rius (Yu Gong suozai Suishan Junchuan zhitu), extret dels sis volums d'Anotacions de les dinasties passades, el Shu Ji Zhuan recopilat per Cai Shen, reunia els treballs fets durant les dinasties Song, Ming i Qing. Era considerat com una síntesi pensada per als estudiants que es volien presentar als exàmens imperials i era l'obra que feia la competència al títol esmentat anteriorment. Tot i que data del 1209, els mapes es basen en El tribut de Yu, i hi trobem representades, segons la tradició del Yugong, les nou regions –Ji, Yan, Qing, Xu, Yu, Yang, Jing, Yong i Liang-, que estan comparades amb les divisions administratives de l'època. A més, els mapes mostren a l'oest la muntanya sagrada de Kunlun, en el naixement del riu Groc, i a l'est, les costes que donen al mar. La representació de rius i muntanyes empra una projecció axonomètrica.
Aquesta mena de comentaris al Tribut de Yu es van seguir fent durant els segles posteriors, com queda palès pel Yu Gong Shanchuan Zonghui zhitu, publicat per Fu Yin en l'època de l'emperador Yongle (1403-1424) i en què apareixen les regions del nord de la Xina, on avui es troba Pequín, a més de Shanxi, les regions centrals de Zhejiang, Jiangxi i Hunan al sud, les províncies de Xinjiang, Qinghai, Sichuan, Guizhou i Yunmnan a l'oest i, a l'est, la costa. El dibuix de les muntanyes, els rius (les nou branques del riu Groc inferior són especialment acurades), els llacs i les dunes de sorra, així com el de les nou regions, és molt detallat. Per raons d'espai, molts elements només són citats pel nom.
A diferència del cas d'Europa, on els mapes manuscrits van desaparèixer amb la invenció del gravat en coure a finals del S. XV, els mapes manuscrits xinesos van seguir proliferant, per bé que ara, més que productes científics, eren obres d'art o, fins i tot, del fengshui, perquè els artistes “adaptaven” els paisatges representats per captar de la millor manera possible el qi –com si el simple fet d'ordenar la representació pictòrica d'un lloc hagués de tenir un efecte benèfic sobre aquell mateix lloc.
Durant la dinastia Yuan (1279-1368), quan les influències cartogràfiques islàmiques van arribar a la Xina, els xinesos van dibuixar dos mapes del món: el primer anomenat Mapa terrestre de Xhu Siben que fa servir el sistema de quadrícula desenvolupat per Pei Xiu, i el segon, el Mapa del fabulós ensenyament (del Khan) que preval arreu del món, de Li Zemin. S'ha de dir que d'aquests i d'altres originals es varen fer moltes còpies i gràcies a això avui dia podem gaudir d'aquests treballs.

## Edat Moderna
Els Viatges de Zheng He, entre l'any 1405 i l'any 1433, sobretot en temps de l'emperador Yongle, de la dinastia Ming, on es van fer set expedicions navals que el van portar a Java, Sumatra, Indonèsia, Sri Lanka, Pèrsia, Aràbia i en dues ocasions a Moçambic, a l'Àfrica oriental. Aquesta flota, que va arribar a tenir setanta vaixells, alguns dels quals feien 138 metres de llarg, era molt més moderna que les occidentals. Encara que no eren ben bé comercials, la tradició xinesa afirma que les expedicions van permetre establir lligams amb molts països, i alguns d'ells van ser durant un temps tributaris de l'imperi. Ma Huan va relatar aquests viatges en un diari destinat a l'emperador, que conté observacions etnogràfiques precises sobre els pobles que trobaven, a més de reflexions científiques sobre la geografia, el clima... Aquestes expedicions marítimes, que marquen l'apogeu de l'expansió marítima xinesa, que tot i així ja havia estat notable en temps de la dinastia Song del Sud (1127-1279), van acabar en morir Zheng He l'any 1433, a causa del seu cost desorbitat.
L'aportació dels jesuïtes és tot un seguit de coneixements en el terreny de l'astronomia, el calendari i les matemàtiques, van introduir a la Xina noves tècniques cartogràfiques. Tot i així, per impressionar els xinesos, els jesuïtes van optar per vincular la superioritat científica occidental a la religió cristiana, per bé que van dubtar a l'hora d'informar els xinesos dels nous avenços científics a Occident, ja que temien que la recança que poguessin suscitar aquestes descobertes es traslladés a la religió. Els coneixements introduïts pels primers jesuïtes van quedar superats ben aviat. El pioner d'aquesta empresa va ser el pare Matteo Ricci (1552-1610), que arribat a Macau l'any 1582, va començar de seguida a aprendre xinès. Dotat d'una memòria prodigiosa, Ricci no va trigar a fer amistat amb alguns funcionaris locals xinesos de la ciutat meridional de Zhaoqing, on vivia. La curiositat d'aquesta gent per la seva pàtria i pels països que havia recorregut en els seus viatges va augmentar en veure un mapamundi que, portat d'Europa, Ricci els va mostrar i on la Xina només ocupava una part relativament modesta del món.
Ricci va combinar fonts occidentals i xineses, estava realment convençut que els mapes de la Xina eren més exactes que els europeus. Així va confeccionar el Mapa complet de les muntanyes i dels mars de la terra (Yudi shan hai quantu) l'any 1584. Ricci va dibuixar el mapa a partir d'una projecció del món desenvolupada l'any 1570 d'un mapa europeu, el centre del món era un punt al bell mig de l'oceà Atlàntic, i les proporcions del dibuix de la Xina són força correctes. Ricci va continuant perfeccionant els seus mapes i van provocar un èxit clamorós dins de la cort de l'emperador. El pare jesuïta havia entès la necessitat de fer concessions culturals als xinesos a l'hora de presentar-los un coneixement geogràfic i científic radicalment nou.
Des de finals del S. XVII fins a principis del S. XIX, la gran majoria de cartògrafs xinesos pràcticament van ignorar les representacions del món dels jesuïtes. Els atles publicats són de models nascuts en temps de la dinastia Song, com el Mapa de la Xina i dels països bàrbars (Huayi tu) i recuperaven els traços del S. XVI, de Liang Zhou. Cap d'aquests mapes no tenia com a finalitat posar en dubte les creacions tradicionals, i a tots hi havia, entre els diferents països no xinesos dispersats al voltant de la Xina representats com a illes sense importància, territoris mítics, extrets del Llibre de les muntanyes i els mars (Shan hai jing) una recopilació del S. III aC.

## Edat Contemporània
La penetració imperialista dels occidentals a la Xina no va provocar molts canvis. I, tot i l'amenaça que suposaven, no sempre era evident la necessitat d'adoptar el seu coneixement del món. L'any 1838 poc abans de la primera guerra de l'Opi, pocs xinesos disposen de dades fiables sobre Oest. Els documents oficials de la dinastia Qing sobre els “pobles tributaris coneguts pel seu nom que hi ha en el mapa Huang Qing Zhigong Tu no donaven gaires pistes a la població. D'altres fonts d'informació de la dinastia Qing, eren falses i en general la consciència popular, com també la de les élits era la representació del món que, de fet, no havia evolucionat des de la dinastia Song.
Tot i que la majoria de cartògrafs xinesos havien abandonat els models occidentals, alguns no van renunciar a recórrer als coneixements estrangers. El sacerdot taoista Li Mingzhe va fer el 1819 una Il·lustració dels contorns del cel (Huatian tushuo) en la qual presentava dos mapes relativament “moderns” dels hemisferis occidental i oriental. L'any 1842, Wei Yuan seguint un encàrrec del governador del Hunan, Lin Zexu, va enllestir una Geografia Il·lustrada del món  (Sizhou Zhi) en la qual fa una descripció sistemàtica de diferents països, traduint obres occidentals. Els mapes de Wei Yuan van donar a la Xina una visió actualitzada del món, un dels seus mapes fa una anàlisi geopolítica de la velocitat a què s'ha produït l'expansió marítima occidental. Un altre mapa destaca per la seva exactitud geogràfica. El projecte comú dels dos era, segons afirmava el mateix Wei Yuan “descriure l'Oest tal com el veuen els occidentals”.